# NGC 3089
NGC 3089 é uma galáxia espiral barrada (SBb) localizada na direcção da constelação de Antlia. Possui uma declinação de -28° 19' 52" e uma ascensão recta de 9 horas, 59 minutos e 36,6 segundos.
A galáxia NGC 3089 foi descoberta em 5 de Fevereiro de 1837 por John Herschel.